# Oxira ochracea
Oxira ochracea là một loài bướm đêm trong họ Noctuidae.